# Campeonato Carioca de Futebol de 1931 (LMDT)
O Campeonato Carioca de Futebol de 1931 organizado pela Liga Metropolitana de Desportos Terrestres (LMDT) foi vencido pelo Oriente.
Desde a edição de 1925, a LMDT passou a ser formada apenas por clubes de pouca expressão. Embora esse campeonato seja formalmente estadual, a atual Federação de Futebol do Estado do Rio de Janeiro (FFERJ) não o lista na cronologia oficial do Campeonato Carioca – ao contrário dos vencedores dos torneios realizados pela LMDT, entre 1917 e 1924, que são reconhecidos pela FFERJ como legítimos campeões cariocas.

## Participantes
- Sport Club Boa Vista (do Alto da Boa Vista)
- Sport Club Campinho (de Campinho)
- Jornal do Commercio Football Club (do Centro-Santo Cristo-Gamboa)
- Deodoro Athletico Club (de Deodoro)
- Esperança Football Club (de Santa Cruz)
- Fidalgo Football Club (de Madureira)
- Magno Football Club (de Madureira)
- Oriente Atlético Clube (de Santa Cruz)
- Grêmio Sportivo Santa Cruz (de Santa Cruz)
- Sport Club São José (de Magalhães Bastos)
- Sudan Athletico Club (de Cascadura)

## Premiação
| Campeonato Carioca de 1931 (LMDT) |
| Rio de Janeiro                    |
| --------------------------------- |
| ORIENTE                           |